# میکله ریکاردینی
میکله ریکاردینی (ایتالیایی: Michele Riccardini؛ ‏ ۲ اکتبر ۱۹۱۰ – ۲۴ ژوئیهٔ ۱۹۷۸) بازیگر اهل ایتالیا بود.
از فیلم‌هایی که وی در آن نقش داشته‌است، می‌توان به در آخرین لحظه، وسوسه، دیوارهای مالاپاگا، ارواح رم، اولیس، آدوا و دوستان، تئودورا، ملکه زرخرید، شادی زندگی، شکار غم‌انگیز، همسر زیبای میلر، رم ساعت ۱۱:۰۰، همچون برگ‌ها، مانون لسکو و دورا نلسون اشاره کرد.